# 中國圖說
《中國圖說》（拉丁語：China illustrata）是德國耶穌會士阿塔納修斯·基歇爾於1667年在荷蘭阿姆斯特丹出版的一部關於中國的圖書。原書為拉丁文寫成，随即翻譯成多種語言（1668年荷譯本，1669年英譯本，1670年法譯本）。這一圖文並茂的著作匯集了傳教士帶回歐洲的關於中國以及遠東其他地區文化政治、風土人情的記錄，在歐洲引起巨大反響，成為西方现代漢學的濫觴。

## 出版
阿塔納修斯·基歇爾是17世紀的耶穌會士，著作頗豐，涉及領域也非常廣泛。在羅馬的耶穌會學院期間，他有機會接觸到數十年來教廷派往中國的耶穌會傳教士發回的資料。基歇爾雖然從未到過亞洲，但對中國的語言和文化興趣濃厚。在完成這本237頁的大開本巨著之後，他本人也成為讀者眼中著名的中國專家。
《中國圖說》的初版由阿姆斯特丹的出版商范威阿斯貝格（Janssonius van Waesberge）和維耶斯特拉滕（Elizer Weyerstraten）推出，這也是基歇爾出版著作的長期合作伙伴。同年，另一位出版商范摩爾（Jacob van Meurs）也印刷了一種近乎相同的版本。

## 內容

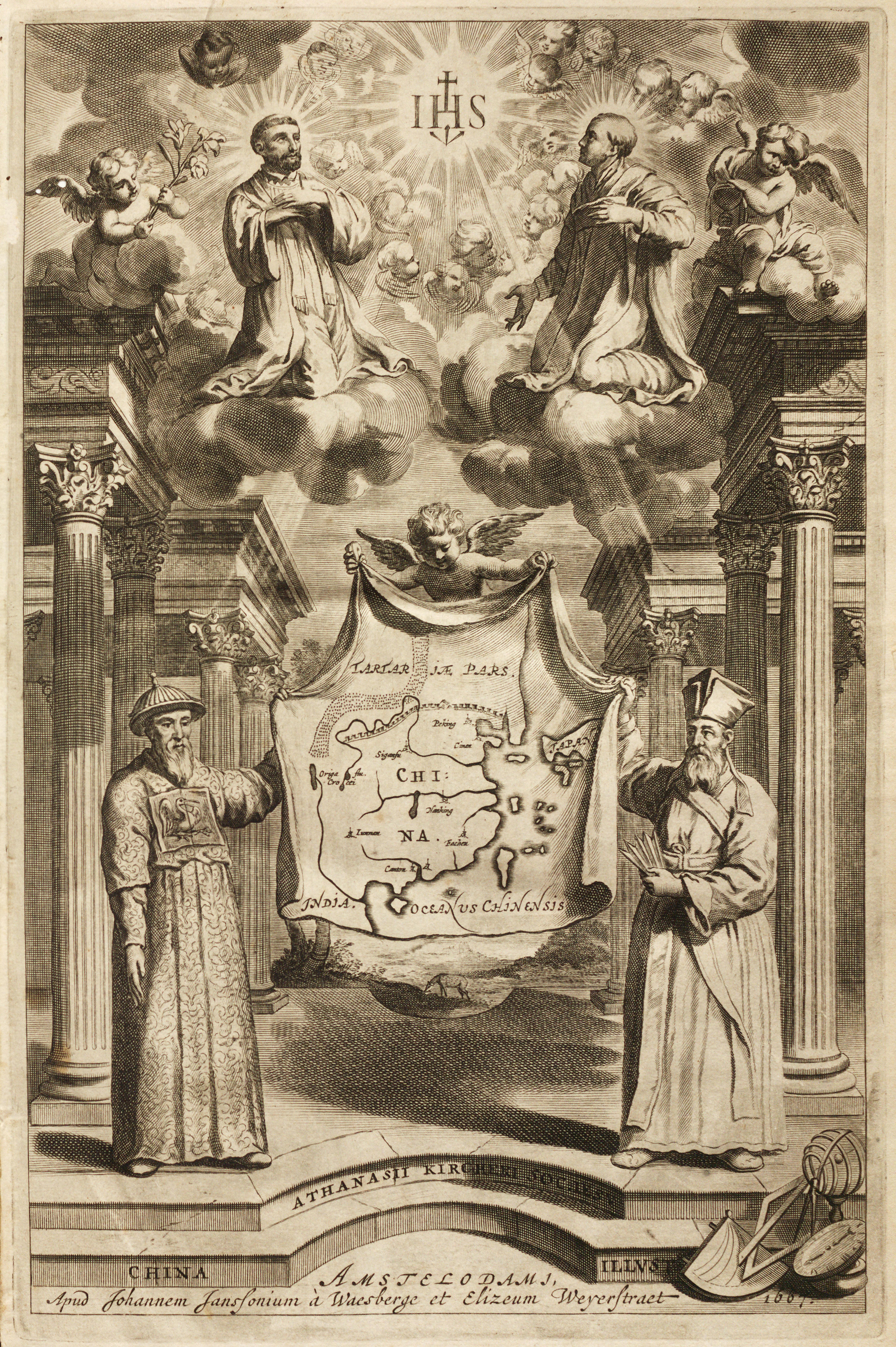
《中國圖說》扉页，描繪在耶稣会创始人圣方济和圣依纳爵以及天使们环绕的耶稣之名的光芒照耀下，身着明朝深衣的利玛窦和身着清朝官服的湯若望展开一副遠東地圖

### 书名
原书名为（《中国的宗教文物、世俗文物和各种自然、技术奇观及关于有价值事物各种说法的汇编》）。:210

### 章節
全書分為六部分
：
- 第一部分：介绍树立于8世紀的大秦景教流行中國碑，并翻译碑上的汉字和叙利亚文。
- 第二部分：講述历代欧洲旅行家如马可波罗等人通往中国的路线和在中国的旅行，以及基督教传播到中国的过程，包括利玛窦、汤若望等传教士的工作。
- 第三部分：介绍中國的宗教（“偶像崇拜”）并与印度、日本等东方民族的偶像崇拜作比较，最后介绍了梵语和梵文。
- 第四部分：介紹中國的政治制度、行政区划、自然地理、植物、動物和矿物。
- 第五部分：介紹中國的建築和技術。
- 第六部分：介紹中國的文字並探討其與埃及圣書字的關係。

### 插圖
《中國圖說》在當時尤為引人入勝之處在於書中豐富的插圖，其中既有精確的中國地圖，也有對自然風光、人文景物的描繪，還包括皇帝和耶穌會士的畫像。動植物的插圖主要以卜彌格的《中國植物誌》（Flora Sinensis）為藍本，其中部分甚至出自中文書籍。

## 影響

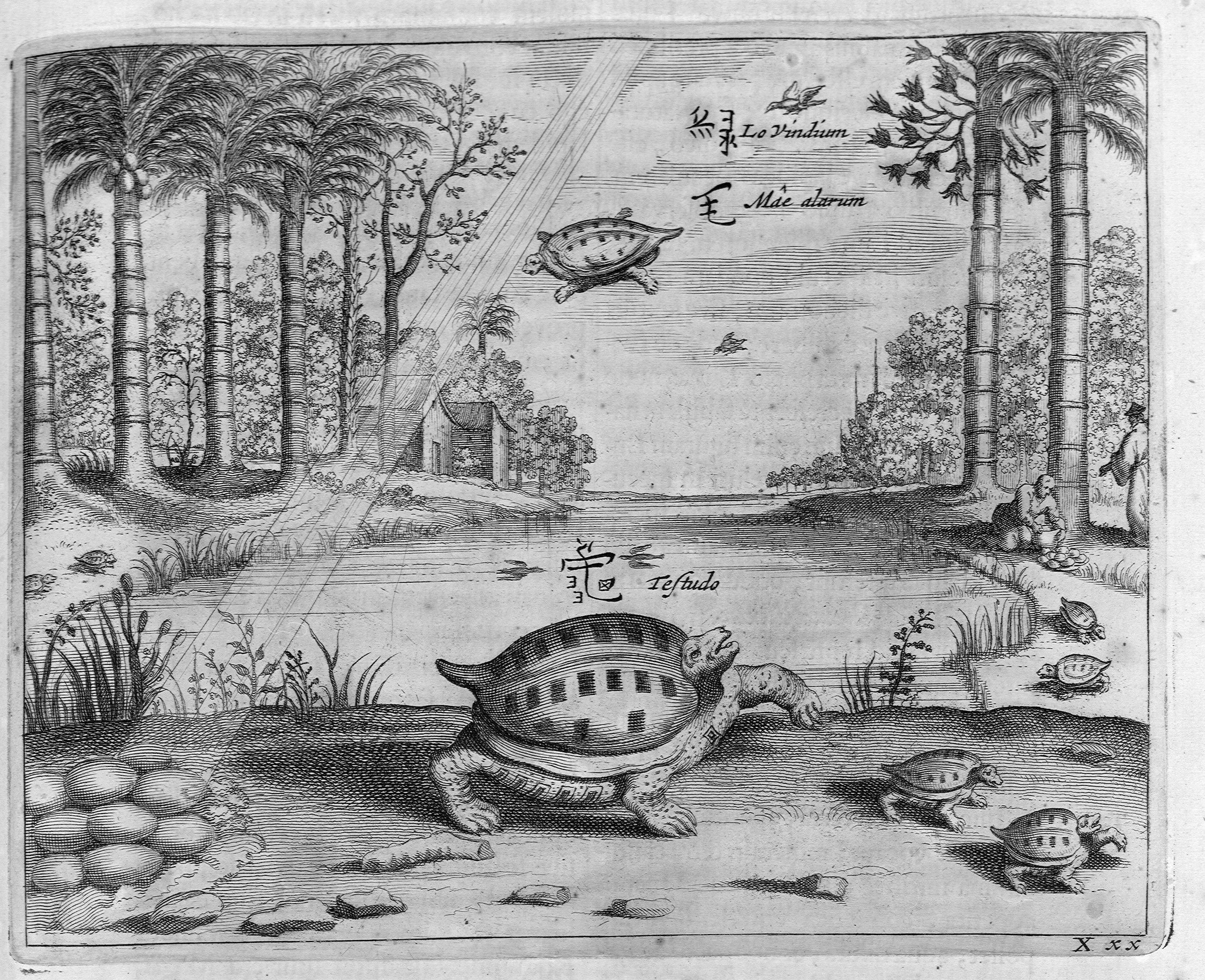
綠毛龜圖，1667年《中國圖說》196頁

《中國圖說》的出版在歐洲引發巨大的反響。荷蘭文、英文和法文的翻譯版本分別在此後三年內出版。英文的譯本激發起英國對中國的濃厚興趣，也催生了其他以遠東人文和旅行為內容的英文著作。
一些學者對《中國圖說》持負面評價。如德國哲學家、數學家萊布尼茨認為該書與其說是學術著作，不如說是消遣讀物。德國埃及學家阿道夫·厄爾曼也認為該書的寫作以一般大眾為主要讀者群，而非專家學者。
儘管如此，《中國圖說》在當時的歐洲可謂是塑造世人對中國認知的最為重要的作品，也是17世紀最為流行的著作之一，直至今日也是了解和研究西方漢學和中國熱起源的重要資料。
《中国图说》采用“China”来表示“中国”，而没有使用拉丁语中更常用的“Sina”，这一选择可能在很大程度上影响了后代欧洲人的写法。:210

## 中譯本
2010年，以英文版为底本、参考拉丁文版和法文版译出的《中国图说》中译本由大象出版社出版。

## 圖集

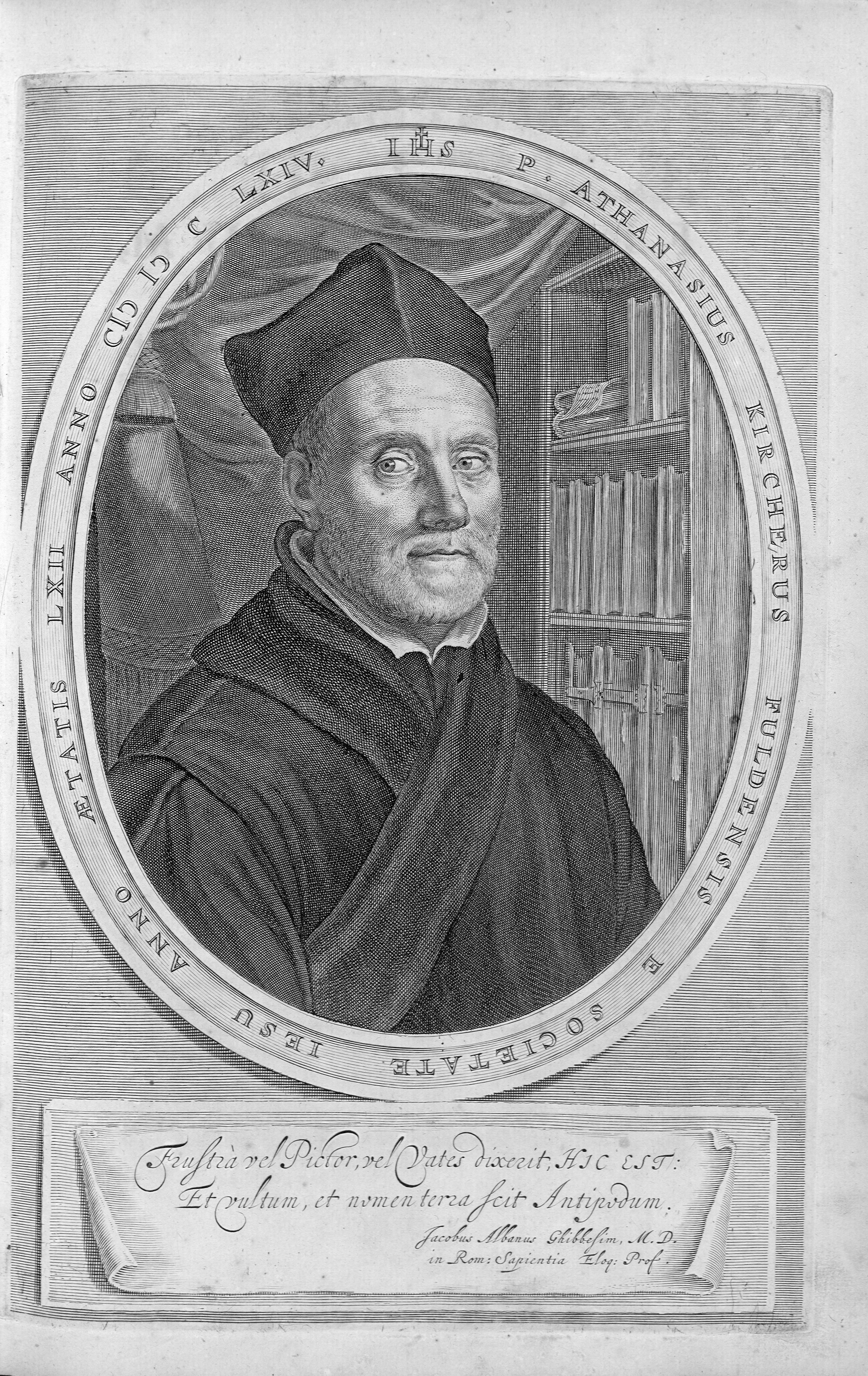
作者像
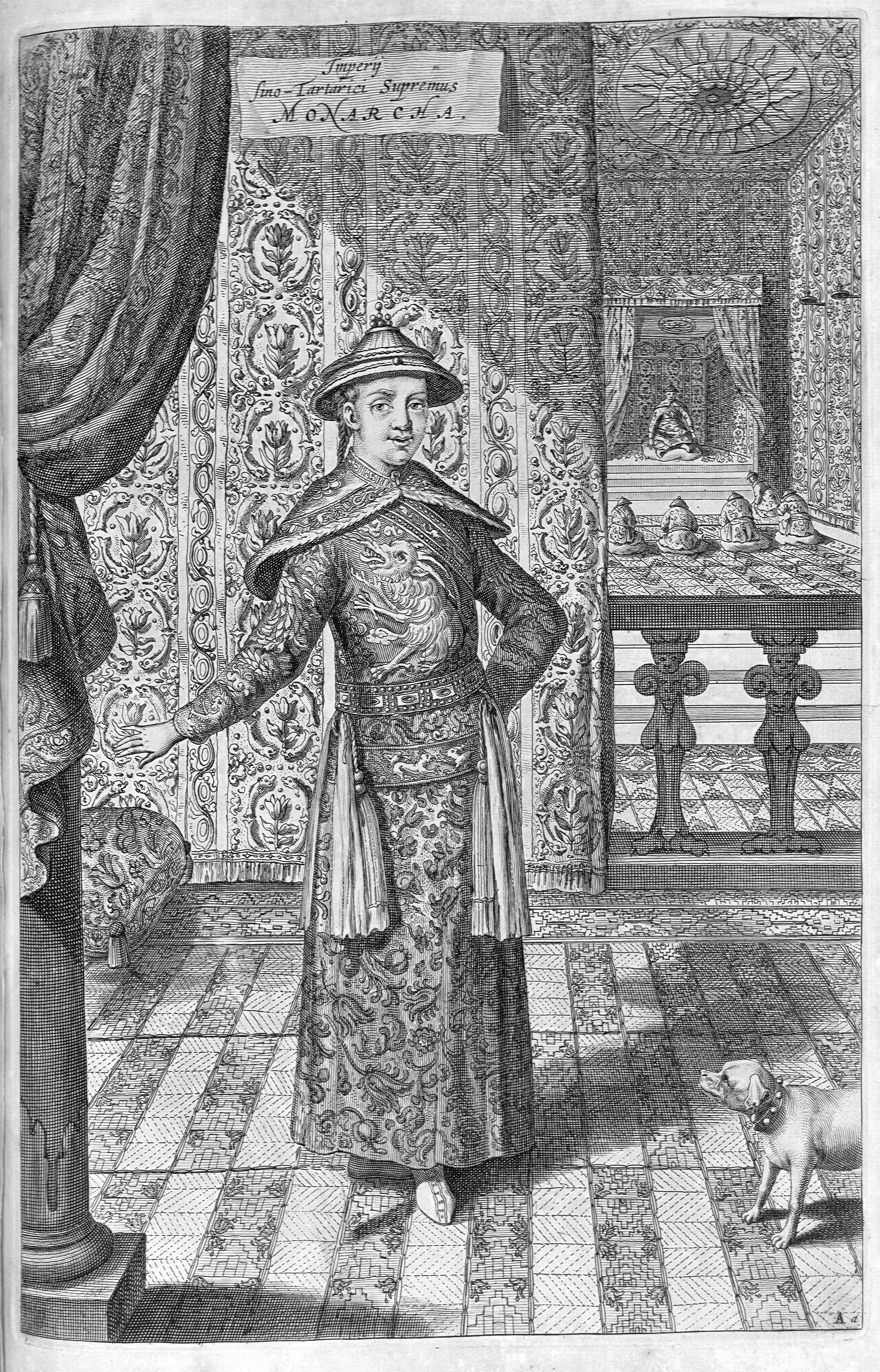
中國-韃靼最高君主像（順治帝）
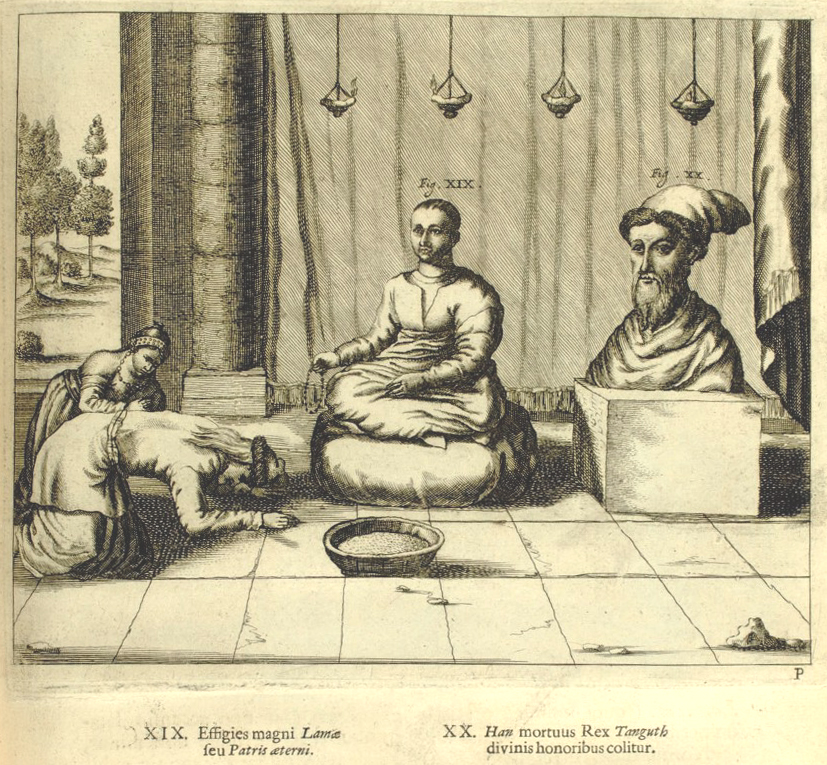
文乃心和吳爾鐸拜見五世達賴與和碩特大汗
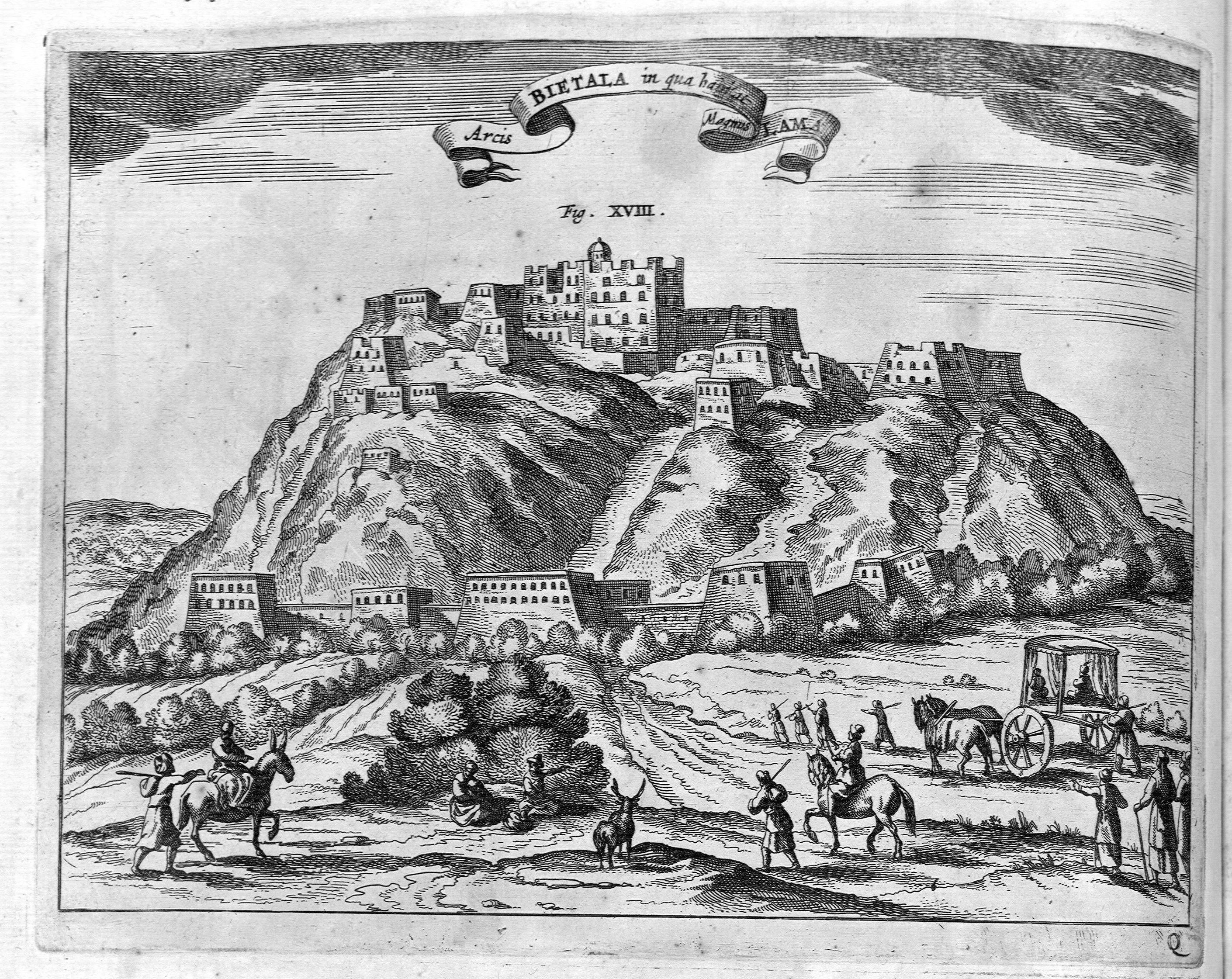
西藏布達拉宮，当时红宫尚未建造
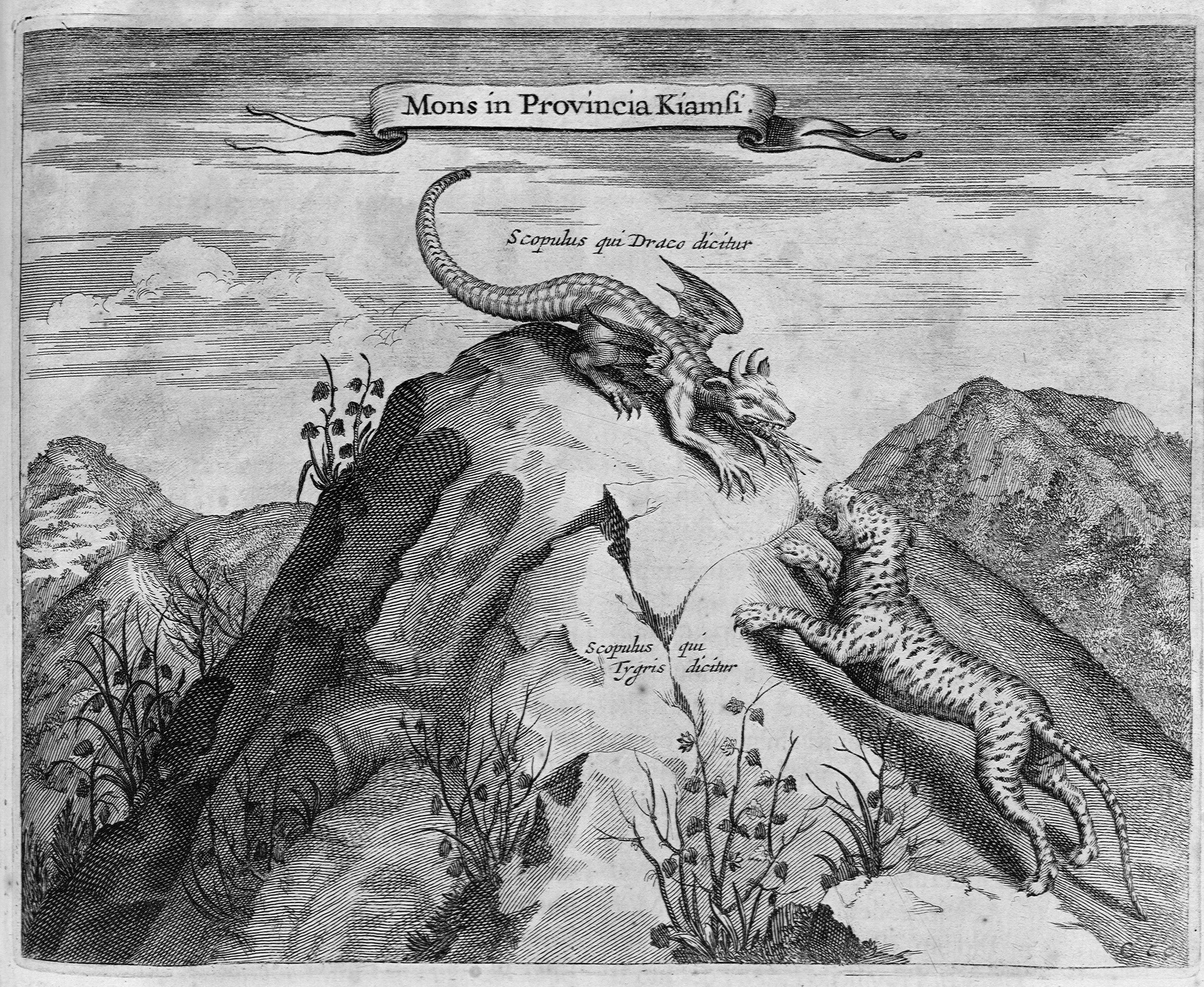
江西龍虎山
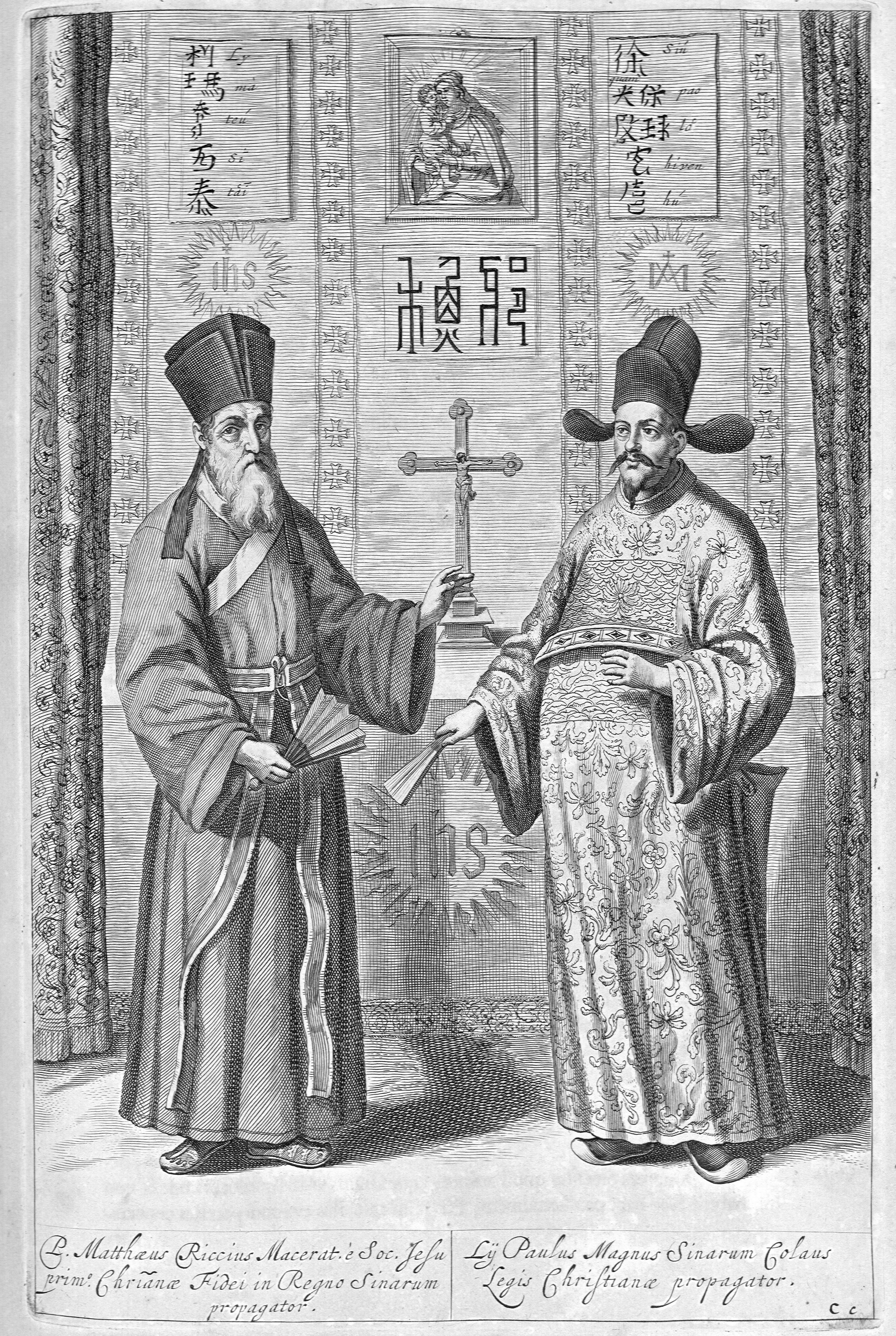
利瑪竇西泰與徐保祿光啟玄扈
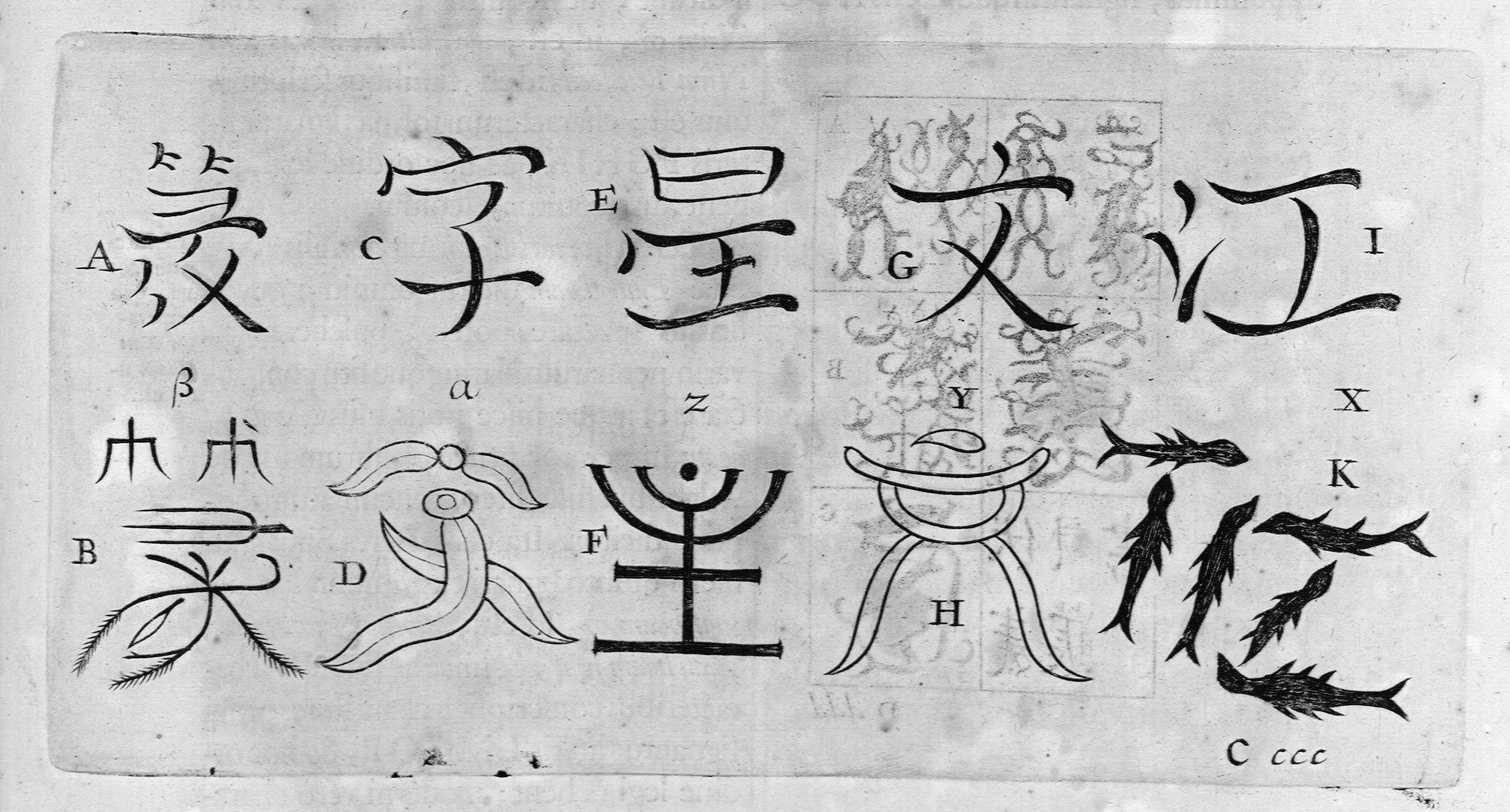
汉字

## 外部連結
- 英译本全文（页面存档备份，存于） （英文）